# Escouloubre
Escouloubre är en kommun i departementet Aude i regionen Occitanien  i södra Frankrike. Kommunen ligger  i kantonen Axat som ligger i arrondissementet Limoux. År 2022 hade Escouloubre 69 invånare.

## Befolkningsutveckling
Antalet invånare i kommunen Escouloubre
Referens: INSEE